# Вулиця Новий Світ (Тернопіль)
Вулиця Новий Світ — одна з двох найбільших вулиць у мікрорайоні Новий Світ у місті Тернополі.
Вулиця тягнеться з півдня на північ від місцевості Заруддя через Новий Світ до Циганської гори і є продовженням вулиці Олени Теліги. Разом з вулицею Білецькою є однієї з двох наскрізних вулиць мікрорайону.
Вулицю Новий Світ із заходу на схід та зі сході на захід перетинають вулиці: Полковника Данила Нечая, Северина Наливайка, Вільхова, Новий Світ-бічна, Ділова, Циганська. В кінці до вулиці примикає вулиця Білецька.

## Історія
Виникла у 1920-ті роки.
У радянський час на місці сучасної церкви святого Василія був кінотеатр «Мир». У 1996 році реконструйований у церкву.

## Транспорт
На вулиці знаходяться 5 зупинок громадського транспорту, до яких курсують автобуси № 24, 26, 26А, 49.

## Навчальні заклади
- Тернопільська загальноосвітня школа-правовий ліцей № 2.

## Храми
- Церква святого Василія Великого УГКЦ